# Salar del Hombre Muerto
Salar del Hombre Muerto is een groot zoutmeer in het noordwesten van Argentinië. Het ligt op de grens van de provincies Salta en Catamarca en maakt deel uit van de Atacamawoestijn. Het ligt op zo’n 170 kilometer ten zuidwesten van de stad Salta. Het meer is 600 km² groot. Tijdens het Pleistoceen was het soms een meer, maar tegenwoordig staat slechts nog klein deel onder water. De belangrijkste rivier die in het zoutmeer uitmondt is de Rio de Los Patos. Het meer heeft geen afwatering en het water verdampt.
Het zoutmeer heeft een oppervlakte van zo'n 600 km² en in het midden ligt het eiland Farralon Catal. Dit eiland splitst het meer in tweeën, het oostelijk deel dat is opgedroogd en ten westen van het eiland komen nog natte plekken voor. In het regenseizoen neemt het wateroppervlak toe. Het meer ligt iets meer dan 4000 meter boven de zeespiegel. Het is omgeven door bergen van de Andes.
De hoeveelheid neerslag die jaarlijks valt is met 60 à 80 millimeter beperkt. In de zomer is het gemiddeld 23°C en in de winter is het met 8°C een stuk koeler. Het temperatuurverschil tussen dag en nacht is met 20 à 25°C groot.
Salar del Hombre Muerto ligt in de lithiumdriehoek en maakt hiermee deel uit van 's werelds belangrijkste bron van lithium. Lithium is essentieel voor de productie van lithium-ion-accu's, die veel worden gebruikt in onder meer elektrische auto's. In december 2021 maakte staalfabrikant POSCO uit Zuid-Korea bekend zo'n US$ 830 miljoen te gaan investeren in de productie van lithium bij het zoutmeer. De investering past in de diversificatieplannen van het bedrijf. De start van de productie staat gepland in 2024 met een beoogde capaciteit van 25.000 ton lithiumhydroxide per jaar, genoeg om accu's voor 600.000 elektrische voertuigen te maken. Vroeger werd er ook goud gewonnen op het Incahuasi-schiereiland, dat in het meer gelegen is.
- Virtual International Authority File: 245100213